# Leonardo Cazzaniga
Leonardo Cazzaniga, soprannominato Dottor Morte (Saronno, 1956) è un serial killer ed ex medico italiano, condannato all'ergastolo per nove omicidi avvenuti nell'ospedale di Saronno tra il 2010 e il 2014.
Insieme a Sonya Caleffi, è uno dei casi di Angelo della morte più celebri avvenuti in Italia.   

## Biografia

### Omicidi
Tra il 2010 e l'estate 2014, nell'ospedale di Saronno, si registrarono una lunga serie di morti sospette di pazienti anziani, spesso malati terminali. Di queste morti sospette, segnalate nel 2014 dagli infermieri Clelia Leto e Iliescu Radu, venne accusato il vice-primario dell'ospedale, Leonardo Cazzaniga: secondo l'accusa, Cazzaniga somministrava ai pazienti dosi letali di farmaci per via endovenosa, in rapida successione tra loro accelerando la morte. In seguito all'intervento delle autorità, vennero interrogati tutti gli infermieri dell'ospedale di Saronno. Pare infatti che in corsia fosse noto il cosiddetto "Protocollo Cazzaniga", che consisteva nel sovraddosaggio di farmaci nei pazienti fino a causarne spesso il decesso. La complice di Cazzaniga in questi delitti venne riconosciuta come l'amante Laura Taroni, infermiera nell'ospedale di Saronno ritenuta responsabile della morte del marito Massimo Guerra (deceduto nella sua casa di Lomazzo il 30 giugno 2013), della madre Maria Rita Clerici e del suocero Luciano Guerra (morto il 20 ottobre 2013). I tre sarebbero morti dopo essere stati all'interno dell'ospedale saronnese, e dopo aver ricevuto dosi di farmaci non idonee alle loro condizioni di salute e che hanno portato al decesso. Il cosiddetto "protocollo Cazzaniga" consisteva nel somministrare in rapida successione un cocktail di farmaci (analgesici oppioidi + benzodiazepine + ipnotici) ai pazienti per, a detta di Cazzaniga, "lenirne le sofferenze e rendere la morte meno dolorosa".

### Arresto e indagini
Leonardo Cazzaniga venne arrestato il 29 novembre 2016, e accusato di un totale di quindici omicidi. Le presunte vittime sono tutte decedute mentre si trovavano al Pronto Soccorso dell'ospedale di Saronno, e tre di queste (Massimo Guerra, Luciano Guerra e Maria Rita Clerici) sono state uccise con la complicità di Laura Taroni, che da quanto emerso dalle intercettazioni telefoniche era disposta a sterminare la sua famiglia poiché questa si opponeva alla relazione extraconiugale con Cazzaniga. Nel caso del marito, Massimo Guerra, pare che la Taroni avesse sottoposto l'uomo a un trattamento medico del tutto non necessario al suo quadro clinico, somministrandogli una spropositata quantità di farmaci che ne hanno causato la morte a soli 46 anni. 
Secondo quanto emerse dalle intercettazioni telefoniche, Cazzaniga e Taroni parlavano dell'omicidio come un rapido modo di risolvere i loro problemi e la donna si diceva disposta a "sterminare tutta la sua famiglia, figli compresi" pur di continuare la sua relazione con l'ex primario. Vennero indagati anche gli altri operatori dell'ospedale di Saronno, ovvero l'ex direttore generale Paolo Valentini, l'ex direttore sanitario Roberto Cosentina, il medico legale Maria Luisa Pennuto, l'ex direttore del Pronto Soccorso Nicola Scoppetta e l'oncologo Giuseppe di Lucca. I cinque vennero accusati di essere a conoscenza già da tempo del protocollo Cazzaniga e di aver assecondato l'ex primario nelle sue operazioni omicide, non denunciando mai alle autorità le morti sospette in corsia .  

### Processo
Al processo di primo grado, l'accusa ritiene Leonardo Cazzaniga responsabile di tutti gli omicidi avvenuti all'ospedale di Saronno o comunque di persone che erano appena state dimesse. Le vittime inizialmente attribuite a Cazzaniga sono le seguenti:  
- Pietro Oliva, morto a 84 anni il 7 novembre 2010
- Federico Mascazzini, morto a 75 anni il 14 dicembre 2010
- Pier Francesco Ferrazzi, morto il 4 gennaio 2011
- Antonietta Balzarotti, morta a 88 anni nell'agosto 2011
- Giacomo Borghi, morto a 88 anni nell'inverno 2011
- Giuseppe Vergani, morto a 71 anni il 18 aprile 2012
- Antonino Isgrò, morto a 93 anni il 30 aprile 2012
- Luigia Lattuada, morta a 77 anni il 15 febbraio 2013
- Virginia Moneta, morta a 91 anni il 17 marzo 2013
- Mario Volontè, morto a 83 anni nell'aprile 2013
- Angelo Lauria, morto a 69 anni il 9 aprile 2013
- Massimo Guerra, morto a 46 anni il 30 giugno 2013
- Luciano Guerra, morto a 78 anni il 20 ottobre 2013
- Maria Rita Clerici, morta a 61 anni il 4 gennaio 2014
- Domenico Brasca, morto a 82 anni il 18 agosto 2014

L'amante Laura Taroni, in un processo con rito abbreviato, il 23 febbraio 2018 fu condannata a 30 anni di reclusione per l'omicidio del marito Massimo Guerra e della madre Maria Rita Clerici e assolta dall'omicidio del suocero. Il 27 gennaio 2020 la Corte d'Assise di Busto Arsizio riconobbe Cazzaniga colpevole per 12 dei 15 omicidi contestatigli (venne assolto dall'accusa di omicidio ai danni di Antonino Isgrò, Maria Rita Clerici e Domenico Brasca) e lo condannò all'ergastolo con isolamento diurno di tre anni. Le condanne inflitte agli altri operatori dell'ospedale di Saronno, accusati di omessa denuncia e favoreggiamento personale di Cazzaniga, furono più miti. Paolo Valentini fu condannato a 2 anni e 6 mesi di reclusione così come Roberto Cosentina, Maria Luisa Pennuto e Nicola Scoppetta. L'unico imputato prosciolto da tutte le accuse fu Giuseppe di Lucca, accusato di omessa denuncia riguardo al ricovero di Angelo Lauria ma assolto "perché il fatto non sussiste".
Il 13 aprile 2021, il processo d'appello tenutosi alla Corte d'Assise di Milano confermò l'ergastolo per Cazzaniga ma lo assolse dall'accusa di omicidio di Virginia Moneta, Giuseppe Vergani e Giacomo Borghi, per i quali invece era stato condannato in primo grado. Il 27 giugno 2023 la seconda Corte d'Assise d'appello di Milano condannò Cazzaniga a un secondo ergastolo dopo averlo riconosciuto responsabile anche della morte di Domenico Brasca. Gli avvocati di Cazzaniga fecero ricorso in Cassazione contro questa condanna, ricorso però respinto il 23 febbraio 2024. Ad oggi, Cazzaniga sconta la sua pena nel carcere di Alessandria e ha dichiarato di aver chiuso tutti i rapporti con l'ex amante Laura Taroni dopo che questa l'ha accusato della morte di Massimo Guerra e del padre Luciano.